# جريمة على الساحل الشمالي (مسلسل)
جريمة علي الساحل الشمالي، مسلسل مصري صدر سنة 2008، من إخراج عبد اللطيف زكي وبطولة هالة صدقي

## ملخص القصة
سيدة تعمل في مجال الصحافة وتعمل على محاربة الفساد الموجود في المجتمع.

## طقم العمل
- هالة صدقي
- منة جلال
- وائل نور
- صلاح رشوان
- محمود قابيل
- مجد رياض
- (المزيد)[1][2]